# Adolf von Sonnenthal

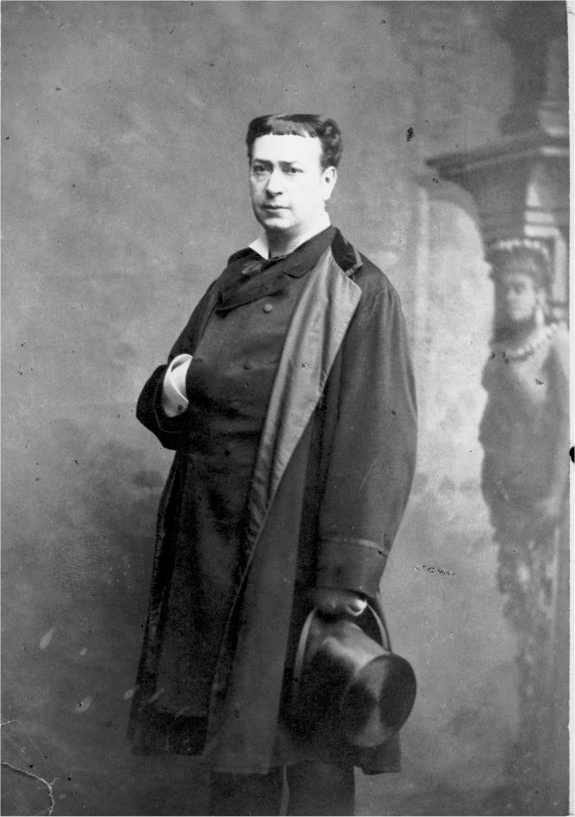
Adolf von Sonnenthal.

Adolf von Sonnenthal, född den 21 december 1834 i Pest, död den 4 april 1909 i Prag, var en österrikisk skådespelare och regissör.
Sonnenthal var först skräddare, men debuterade 1851 i Temesvár. År 1856 anställdes han vid Burgtheater i Wien, och 1884 blev han dess överregissör och vice direktör. Han adlades 1881.
Sonnenthal var en utmärkt konversations- och karaktärsskådespelare. Till hans främsta roller hör Hamlet, Posa, Nathan den vise, Clavigo och Wallenstein. Levnadsteckningar över honom har skrivits av Ludwig Eisenberg (andra upplagan 1900), Rudolph Lothar (1904) och Paul Schlenther (1906).